# شهرداری تبریز
شهرداری تبریز اولین نهاد شهرداری (بلدیه) در تاریخ ایران است که در صدر جنبش مشروطه در تبریز تأسیس شده و از جمله نتایج مدنی این جنبش به‌شمار می‌رود. انجمن شهر تبریز نیز در سال ۱۲۸۶ خورشیدی تشکیل شد. در این دوره هنوز در هیچ‌یک از شهرهای ایران بلدیه و انجمن شهری ایجاد نشده بود. قاسم‌خان والی اولین شهردار تبریز بوده و در سال ۱۴۰۱ خورشیدی، یعقوب هوشیار عهده‌دار این سمت بوده‌است.

## پیشینه
دارالسلطنهٔ تبریز که در دورهٔ قاجاریان بزرگ‌ترین شهر ایران و کرسی آذربایجان به‌شمار می‌رفت، جمعیت و مساحتش در این دوره بیش‌تر از تهران بوده و مهم‌ترین و متجددترین شهر کشور محسوب می‌شده‌است. این دارالسلطنه شامل ۱۰ محلهٔ امیره‌قیز، چارمنار، چرنداب، دوه‌چی، سرخاب، گجیل، لیلاوا، میارمیار، نوبر و ورجی و آب‌انبارها، پل‌ها، قبرستان‌ها، حمام‌ها، مدارس، مساجد، میدان‌ها و یخچال‌های مربوط به آن‌ها بوده‌است.
پس از تأسیس انجمن ایالتی در آذربایجان، ادارات و سازمان‌های دولتی متعددی در تبریز ایجاد شد که یکی از مهم‌ترین آن‌ها بلدیه بود. هدف از تأسیس بلدیه، حفظ منافع شهر، رسیدگی به خواسته‌های شهروندان، ادارهٔ دارایی‌ها و سرمایه‌های شهر، پیش‌گیری از قحطی در شهر و ساخت و تجهیز معابر شهری بوده‌است. قاسم‌خان والی پس از اخذ آیین‌نامهٔ تأسیس بلدیه، قوانین مربوط به آن را تدوین کرده و به تصویب انجمن ایالتی رساند. همچنین بلدیهٔ تبریز در این دوره یک روزنامهٔ داخلی هم منتشر می‌کرد.